# Meridiano 178 E
O meridiano 178 E é um meridiano que, partindo do Polo Norte, atravessa o Oceano Ártico, Ásia, Oceano Pacífico, Nova Zelândia, Oceano Antártico, Antártida e chega ao Polo Sul. Forma um círculo máximo com o Meridiano 2 W.
Começando no Polo Norte, o meridiano 178º Este tem os seguintes cruzamentos:
| País, território ou mar | Notas                                                |
| ----------------------- | ---------------------------------------------------- |
| Oceano Ártico           |                                                      |
| Mar Siberiano Oriental  |                                                      |
| Rússia                  | Okrug Autónomo de Chukotka                           |
| Estuário do Anadir      |                                                      |
| Rússia                  | Okrug Autónomo de Chukotka                           |
| Mar de Bering           | Passa a oeste da Ilha Segula, Alasca, Estados Unidos |
| Oceano Pacífico         |                                                      |
| Fiji                    | Ilha Viti Levu                                       |
| Oceano Pacífico         |                                                      |
| Fiji                    | Ilha Yanutha                                         |
| Oceano Pacífico         |                                                      |
| Fiji                    | Ilha Kadavu                                          |
| Oceano Pacífico         |                                                      |
| Nova Zelândia           | Ilha Norte - passa na cidade de Gisborne             |
| Oceano Pacífico         |                                                      |
| Oceano Antártico        |                                                      |
| Antártida               | Dependência de Ross, reclamada pela Nova Zelândia    |